# 富舍阿勒茲
富舍阿勒茲，是阿爾巴尼亞北部士科德州的一个市镇。下分为5个行政分区，行政中心为富舍阿勒茲镇。市镇面積为540.77平方公里，2011年人口数量为7,405人，而作为行政分区的富舍阿勒茲镇的人口数量则为2,513人。
在阿尔巴尼亚语中该市镇的名字意为“种满核桃树的田野”。